# Dávid Sándor (színművész)
Dávid Sándor (Nagyvárad, 1953. március 15. –) magyar színész, énekes.

## Életpályája
1979-ben végzett a Szentgyörgyi István Színművészeti Főiskolán, Marosvásárhelyen. Pályáját a Szatmárnémeti Északi Színházban kezdte. 1985-től a budapesti Népszínház, 1986-tól a Békés Megyei Jókai Színház, 1988-ban a Thália Színház tagja volt. 1990 óta szabadfoglalkozású színművész. (Játszott többek között Budapesten a Komédium Színházban, Karinthy Színházban, Thália Stúdióban, az Újpest Színházban, a Kőszegi Várszínházban, a Gyulai Várszínházban és a Budaörsi Játékszínben is.) Márkus Lászlóról A Márkus címmel monodrámát írt, és adott elő. Dávid Sándor ötlete alapján írta meg Siposhegyi Péter, a Csak egy tánc volt című darabot, amely Szécsi Pál életéről szólt. A tragikus sorsú, népszerű énekest ebben a darabban Dávid Sándor alakította. Szerepelt a Szomszédok című sorozat három epizódjában, mindhárom alkalommal rendőrként. Egyéb fontosabb színházi szerepei: Garcia Lorca – Vérnász: Leonardo, Tolsztoj – Anna Karenina: Vronszkij, Goldoni – A fogadósné: Fabrizio, Tanai Bella – Eltartási szerződés: Színész stb. A Budapest Televízióban a Művészbejáró és a vasárnap esti Zenés Kívánságok című műsorokat vezette, amelyben művész vendégeivel együtt rendszeresen dalra is fakadt. Énekes előadóművészként is népszerű. Zenei albumai : Csak egy tánc volt; Karolina és Szécsi Pál emlékalbum 1–2. címmel jelentek meg.

## Fontosabb színházi szerepei
- Federico García Lorca: Vérnász.... Leonardo
- Kodolányi János: Földindulás.... Kántor János
- Székely János: Hugenották.... Albert
- Molnár Ferenc: Doktor úr.... Csató
- Lev Nyikolajevics Tolsztoj: Anna Karenina.... Vronszkij
- Anton Pavlovics Csehov: Három nővér.... Fedotyik Alekszandr Petrovics, alhadnagy
- Siposhegyi Péter: Csak egy tánc volt.... Szűcs Péter
- Szakonyi Károly: Kardok, kalodák.... Mecséry Lukács
- Szakonyi Károly: Hongkongi paróka.... Zombori Ottó
- Carlo Goldoni: A fogadósné.... Fabrizio
- Gábor Andor: Dollárpapa.... Dr. Szekeres Jenő
- Tamási Áron: Ördögölő Józsiás.... Villikó, Józsiás embere, majd ügymester a királyi udvarban
- Szentmihályi Szabó Péter: Új Zrínyiász.... Juranics Lőrinc
- John Kander – Fred Ebb – Peter Stone: Az év asszonya.... Larry
- Agustin Moreto: Donna Diana.... Don Luis herceg
- Tanai Bella: Eltartási szerződés.... A színész
- Vadnay László – Márkus Alfréd – Harmath Imre: A csúnya lány.... Walter
- Tabi László: Spanyolul tudni kell.... Amadeo
- Ruzante: Csapodár madárka.... Tonin
- Molière: Tudós nők.... Klitander, Henriette széptevője
- Oscar Wilde – Usztics Mátyás – Makrai Pál: Rózsák, szerelmek...Énekes
- Jean de Létraz: A szerencse fia.... Gaston
- John Steinbeck: Az édentől keletre.... Ralph, kidobóember a bordélyházban
- Szerb Antal: Ex – királyi szélhámosság.... Bazan, miniszterelnök; Harry Steel, újságíró
- Eduardo Scarpetta: Rongy és címer.... Eugenio

## Film, televízió
- Szomszédok (sorozat) 22. rész; 32. rész (1987)
- Szomszédok (sorozat) 129. rész (1992)
- Cigánykerék (gyerekfilm)
- Mese a tűzpiros virágról (mesejáték)
- Gaudiopolis – In memoriam Sztehlo Gábor tévéfilm (1989)
- Lesz még nekünk szebb életünk… zenés műsor (1994)
- Szabó család 2000 zenés műsor (1997)
- Vajdahunyadi várjátékok (1978)
- Kardok, kalodák (1985)
- A medveölő – mesejáték (1988)
- Telefere – Vitray Tamás műsora (1989)
- Csak egy tánc volt – Szécsi Pál emlékműsor (1992)
- Volt egyszer egy fesztivál (1992)
- Mi muzsikus lelkek – zenés műsor (1993)
- Kincsestár – Márkus László emlékműsor (1998)
- Hogy volt? – Bara Margit emlékműsor (2013)
- Zenés kívánságok (Budapest Televízió)
- Művészbejáró (Budapest Televízió)

## Rádiós munkáiból
- A Szabó család
- Legkedvesebb verseim (1987)
- A funtineli boszorkány
- Könyvről könyvért

## Színpadi műve
- Dávid Sándor: A Márkus (monodráma)

## Önálló műsorai
- Vallomások a szerelemről
- Dalolnak a pesti csillagok
- Nem csak egy tánc volt

## Lemezei, kazettái
- „Csak egy tánc volt” (1992) kazetta
- Karolina (1995) kazetta
- Szécsi Pál emlékalbum 1. (2003) CD
- Szécsi Pál emlékalbum 2. (2005) CD
- Mesék karácsony estére (1994 mesekazetta)